# Zacharias Köster
Zacharias Vilhelm Teodor Köster, född 27 mars 1843 i Maria Magdalena församling, Stockholms stad, död 22 november 1919 i Täby församling, Stockholms län, var en svensk sångare och skådespelare.

## Biografi
Zacharias Köster föddes 1843 i Stockholm. Han studerade sång för hovsångaren Isak Albert Berg och utbildade sig vid Kungliga Musikaliska Akademien. Köster anställdes därefter i kapell på några av Stockholms teatrar. Han började därefter vid Oscar Anderssons sällskap som skådespelare och sångare. 1865 bildade han sångkvartetten Luttemanska kvartetten, som han turnerade med runt om i Europa. Köster blev däredter lärare i sång vid konservatoriet i Stuttgart och därefter som sångpedagog i Hamburg, samt andra tyska städer. Han avled 1919 på Höstsol i Täby.
Köster var även en god målare och hade flera konstverk hemma.